# Michel Levy
Pour les articles homonymes, voir Levy.
Michel Levy, né en 1949 à Alger, est un sculpteur français.

## Biographie
Michel Levy naît en 1949 à Alger. En 1961 il est élève à l'Atelier Delesalle à Paris. Hésitant entre la sculpture et la médecine, il commence à s'installer en tant que sculpteur en 1969 à Paris. Puis il démarre en 1974 des études de médecine (hôpital Henri Mondor). Il conciliera ses deux passions en devenant art-thérapeute à l'Assistance publique (hôpital Émile Roux) pendant quatre ans. Il décidera ensuite de se consacrer uniquement à la sculpture.
Son travail est présenté dans de nombreuses galeries internationales. Il a aussi reçu des distinctions telles que la médaille de la Ville de Paris, la médaille du Mérite européen pour l'ensemble de son œuvre, et est nommé chevalier des Arts et des Lettres en 2004.

## Distinctions
- Chevalier de l'ordre des Arts et des Lettres (2004)

## Sculptures
Ses œuvres se caractérisent par leur inspiration classique et le traitement polychrome de la matière. Il joue en opposant des masses lisses et luisantes aux espaces rugueux, façonnées comme des pièces d'orfèvrerie.
À travers ses créations, Michel Levy aborde de nombreux thèmes dont les saisons, la dualité, l’Ancien Testament, les enfants, les nains, les poulets…
Ses œuvres sont présentées dans des galeries et dans de nombreuses villes, dont Sarrebourg en 2010 par l'exposition temporaire de sculptures monumentales.